# Иванов, Пётр Самсонович
Пётр Самсонович Иванов (22 января [3 февраля] 1898, пос. Малое Гатчино Петербургской губернии — пропал без вести 22 июля 1942 под Вязьмой) — советский военачальник, генерал-майор (1940).

## Биография

### Служба в Русской императорской армии
11 июня 1915, в Первую мировую войну, добровольно поступил на военную службу и зачислен рядовым в 9-й отдельный запасный кавалерийский дивизион в Петрограде. В декабре того же года окончил в этом дивизионе унтер-офицерскую школу наездников, после чего переведён вице-унтер-офицером в 5-й маршевый эскадрон 20-го драгунского Финляндского полка.
В январе 1916 с маршевой ротой убыл на Западный фронт и зачислен в 17-й Томашевский конный полк. В должности командира отделения участвовал в Нарочской операции и в боях в районе Вилейка, Молодечно.
В сентябре 1916 вместе с полком убыл на Румынский фронт, где воевал в должностях отделенного командира и командира взвода. За боевые отличия был произведён в прапорщики. Во время Февральской революции полк воевал на Румынском фронте у города Пьятра-Нямц, во время Октябрьской революции находился в районе г. Фельтичень. В ноябре 1917 года демобилизован.

### Гражданская война
В 1918 году работал секретарём в Тимофеевском сельсовете, затем в Гвоздиловском волостном исполкоме.
В апреле 1918 добровольно вступил в Красную армию, в отряд Яна Фабрициуса, и назначен военруком всеобуча Гвоздиловской волости. В июне того же года переведён в 1-й Петроградский конный полк на должность командира взвода.
В октябре 1918 направлен на Юго-Восточный фронт, где командиром взвода и адъютантом 3-го Петроградского конного полка в составе 11-й армии участвовал в боях в Астраханской губернии.
В конце марта 1919 заболел тифом и до конца года находился в госпиталях Астрахани, Саратова, Тамбова, а затем в отпуске по болезни. В декабре 1919 направлен в команду выздоравливающих в Детское Село, где командовал взводом в карантинном пункте Петроградского УР. В сентябре 1920 переведён командиром взвода в 1-й запасный Петроградский кавалерийский дивизион.
С октября 1920 командовал взводом в 8-м эскадроне ОН Петроградского военного округа. Затем в составе этого эскадрона был направлен на Юго-Западный фронт, где в составе Отдельной кавалерийской бригады Г. И. Котовского участвовал в боях с петлюровцами и войсками 3-й армии генерала П. Н. Врангеля, действовавшими в Западной Украине. В январе — феврале 1921 в составе 1-го кавалерийского полка этой бригады принимал участие в борьбе с вооружёнными формированиями Н. И. Махно, а также бандами Цветковского, Грызло и других.
Впоследствии полк был переименован в 16-й кавалерийский полк, П. С. Иванов исполнял в нём должности командира взвода, помощника командира и командира эскадрона.
В апреле — сентябре 1921 года в составе полка принимал участие в подавлении Тамбовского восстания А. С. Антонова в Тамбовской, Саратовской и Воронежской губерниях, где был ранен.
Осенью того же года сражался с бандформированиями Ю. Тютюнника в районе ст. Базар и на Волыни. В начале 1922 участвовал в ликвидации банд Струка и Орлика в районе Горностальполь, летом — боролся с бандой Левченко в районах Ольгополь и Гайсин.
В 1921 году за боевые отличия был награждён орденом Красного Знамени.

### Межвоенное время
С июня 1923 года проходил службу в 3-й Бессарабской кавалерийской дивизии Украинского военного округа помощником командира по материальной части 18-го кавалерийского полка (переименован затем в 15-й).
С октября 1924 по август 1925 года обучался на кавалерийских Курсах усовершенствования командного состава РККА в Ленинграде, по возвращении в полк занимал должность помощника командира и временно исполнял должность командира полка.
С января 1927 года — начальник штаба и временно исполняющий должность командира 88-го Армавирского кавалерийского полка 11-й кавалерийской дивизии, с 15 декабря 1928 года — командир 69-го кавалерийского Уманского Краснознамённого полка 12-й кавалерийской дивизии (Северо-Кавказский военный округ).
С октября 1930 по январь 1931 года обучался на Курсах усовершенствования высшего начсостава в Москве, затем вернулся в полк. В 1932—1934 годах учился на заочном факультете Военной академии РККА им. М. В. Фрунзе. Однако завершить обучение не удалось: в мае 1934 был направлен в спецкомандировку в Монгольскую Народную Республику, где находился до октября 1936 года. В 1936 году Правительством МНР он был награждён оружием (золотая шашка) и грамотой.
По возвращении в СССР в декабре 1936 года назначен командиром 78-го казачьего полка в составе 10-й Терско-Ставропольской казачьей дивизии Северо-Кавказского военного округа.
В июле 1937 года направлен на Дальний Восток, где командовал 5-й кавалерийской Забайкальской Краснознамённой бригадой, с сентября 1939 — 31-й кавалерийской дивизией 1-й Краснознамённой армии (г. Камень-Рыболов). 
14 марта 1941 назначен командиром 18-й горно-кавалерийской дивизии Среднеазиатского военного округа.

### Великая Отечественная война
Во главе 18-й горно-кавалерийской дивизии участвовал в Иранской операции.
В середине ноября дивизия была переброшена под Москву, вошла в состав Калининского фронта.
С декабря её части участвовали в Калининской и Ржевско-Вяземской наступательных операциях битвы за Москву. В марте — мае 1942 дивизия в составе 11-го кавалерийского корпуса действовала в тылу противника западнее Вязьмы, после чего совместно с другими частями прорвалась к своим войсками в районе Нелидово.

За период боевых действий 18 кд в ожесточённых боях захватила и освободила от фашистских оккупантов 52 населённых пункта…, уничтожила более трёх с половиной пехотных полков противника, рассеяв до трёх с половиной батальонов и взяв в плен 57 человек немецких солдат и офицеров. В боях захвачено 19 танков и бронемашин, подбито 15 танков, захвачено 56 орудий разного калибра, 43 станковых пулемёта, более 60 ручных пулемётов, …уничтожено и захвачено более 5 складов с боеприпасами. Смелый в принятии решений и твёрдо проводит их в жизнь, беспощадно расправляется с паникёрами и трусами на поле боя… В кризисные моменты боя тов. Иванов лично руководит боем частей, обеспечивая выполнение поставленных перед корпусом задач. Находясь в глубоких тылах противника, в условиях отставания артиллерии и тылов тов. Иванов личной инициативой восстановил из брошенной в октябре боевой техники более 30 орудий, 6000 снарядов, обеспечив артиллерией остальные дивизии корпуса.— Из боевой характеристики командира 18-й кавалерийской дивизии генерал-майора П. С. Иванова, написанной командиром корпуса полковником С. В. Соколовым 8 июня 1942 г.
В июле 1942 года дивизия в составе 11-го кавалерийского корпуса Калининского фронта во время Холм-Жирковской оборонительной операции вновь попала в окружение северо-западнее Вязьмы. При прорыве из окружения генерал-майор П. С. Иванов пропал без вести. В ряде источников опубликована информация о том, что при выходе из окружения генерал-майор П. С. Иванов, будучи тяжело раненным, при угрозе пленения покончил жизнь самоубийством.

### Дети
- Иванова (Осипова) Тамара Петровна, г. Киев
- Иванова (Бочковая) Светлана Петровна 4 сентября 1937 г.р., г.Краснодар
- Иванова Валентина Петровна 14 октября 1941 г.р. г.Краснодар
- Иванова Евгения Петровна (погибла в Москве 1942 г. Похоронена на Новодевичьем кладбище)

## Воинские звания
- полковник (24.01.1936)
- комбриг (4.11.1939);
- генерал-майор (4.06.1940)[6].

## Награды
- два ордена Красного Знамени (1921, 5.05.1942),
- юбилейная медаль «XX лет Рабоче-Крестьянской Красной Армии» (22.02.1938),
- наградное огнестрельное оружие (маузер),
- наградное оружие (золотая шашка) — от Правительства МНР (1936).